# Portalrubio de Guadamejud
Portalrubio de Guadamejud ist ein Ort und eine zentralspanische Gemeinde (municipio) mit nur noch 42 Einwohnern (Stand: 2024) im Nordwesten der Provinz Cuenca in der Autonomen Region Kastilien-La Mancha. Portalrubio de Guadamejud gehört zur Kulturlandschaft der Alcarria und der von einem anhaltenden Bevölkerungsschwund betroffenen Serranía Celtibérica. 

## Lage und Klima
Portalrubio de Guadamejud liegt auf der Westseite des Iberischen Gebirges in einer Höhe von ca. 815 m. Die Provinzhauptstadt Cuenca befindet sich gut 40 km (Fahrtstrecke) südöstlich. Das Klima im Winter ist gemäßigt, im Sommer dagegen warm bis heiß; die Niederschlagsmengen (ca. 534 mm/Jahr) fallen – mit Ausnahme der nahezu regenlosen Sommermonate – verteilt übers ganze Jahr.

## Bevölkerungsentwicklung
| Jahr      | 1970 | 1981 | 1991 | 2001 | 2011 | 2021 |
| Einwohner | 386  | 167  | 118  | 65   | 55   | 32   |

Aufgrund der Mechanisierung der Landwirtschaft, der Aufgabe bäuerlicher Kleinbetriebe und des daraus resultierenden Verlusts von Arbeitsplätzen auf dem Lande ist die Einwohnerzahl der Gemeinde seit der Mitte des 20. Jahrhunderts stark rückläufig (Landflucht).

## Sehenswürdigkeiten
- Martinskirche
- Isidorkapelle